# Badeni béke (1714)
Nem tévesztendő össze az 1718-as badeni békeszerződéssel, amely a svájci kantonok ún. „villmergeni háborúit” zárta le.
A badeni békeszerződés a spanyol örökösödési háborút lezáró békeszerződések egyike. Franciaország és a Német-római Birodalom képviselői kötötték meg 1714. szeptember 7-én a svájci Baaden in Aargau városban. A szerződés az 1713-as utrechti és az 1714-es rastatti békemegállapodásokra épül. A badeni szerződésben a Német-római Birodalom is elfogadta a korábbi szerződések rendelkezéseit.

## Előzmények
A spanyol örökösödési háború után 1713 áprilisában és júniusában Spanyolország, Franciaország, Hollandia, Savoya és Nagy-Britannia Egyesült Királysága megkötötték az utrechti békeszerződést.
VI. Károly császár, Ausztria főhercege még rövid ideig folytatta a háborút Franciaországgal szemben, de szövetségeseinek támogatását elveszítve 1714. március 6-án a rastatti békeszerződésben a Habsburg Birodalom nevében ő is csatlakozott a békemegállapodáshoz. A háború ezzel lezárult, de a teljes körű békemegállapodáshoz még hiányzott a Német-római Birodalom formális beleegyezése.

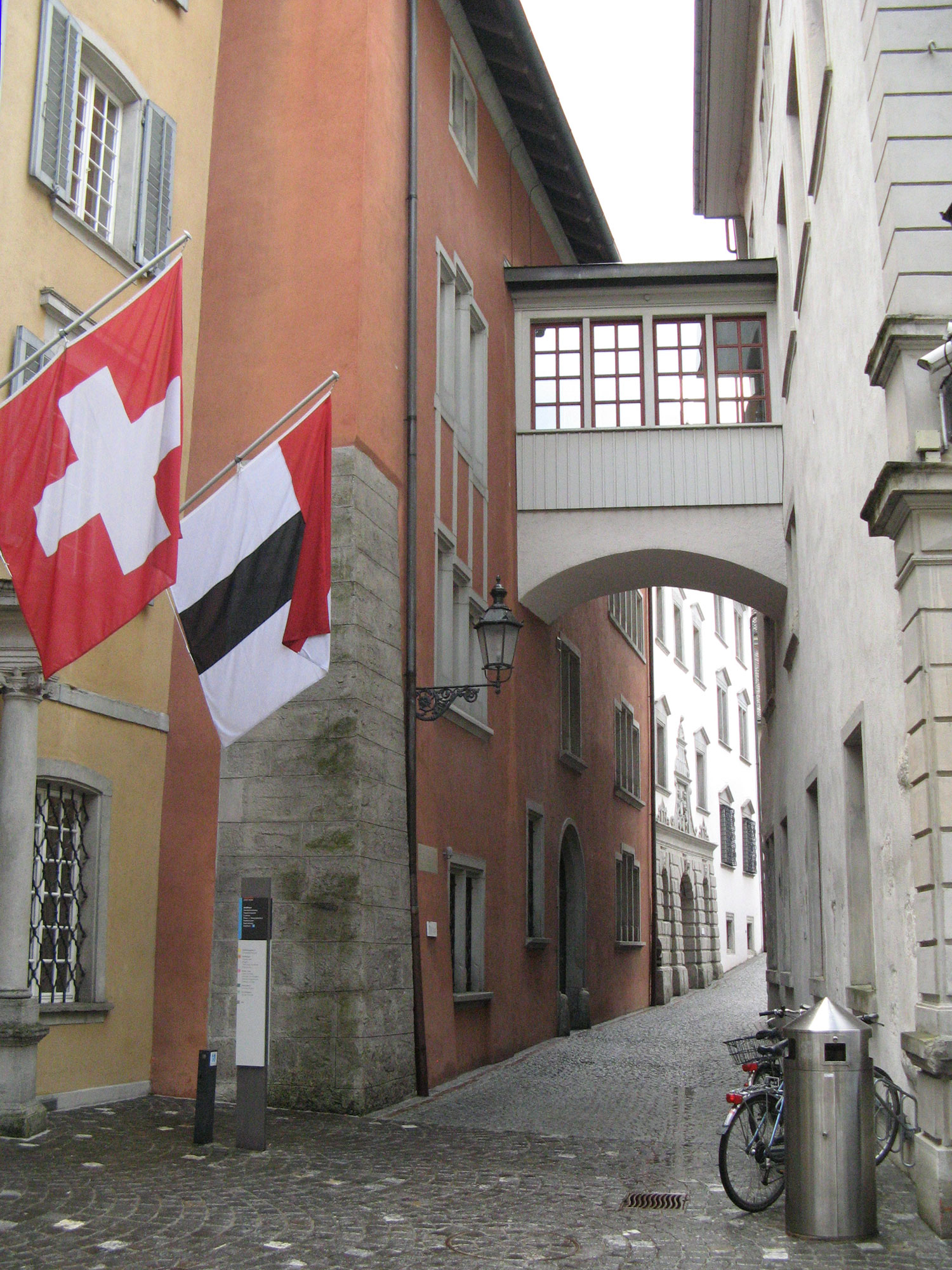
A badeni régi Városháza (Altes Rathaus)

Ezt pótlandó, a Franciaország és a Birodalom meghatalmazottai már júniustól kezdve tárgyalásokat folytattak Baden in Aargau városban (a mai Aargau kantonban). A spanyol örökösödési háború idején itt volt az osztrák nagykövetek székhelye, Franciaország és Spanyolország küldöttei is gyakran tárgyaltak a városban. Franciaország, valamint 39 német fejedelemség több száz megbízottja tárgyalt heteken keresztül a rastatti szerződés pontjairól. (Csupán a Francia Királyság főtárgyalója 300 kísérőt, köztük egy egész színházi társulatot hozott magával).
A béketárgyalások a Baden in Aargau-i régi városházán (Altes Rathaus) folytak. A békekongresszus fényűző külsőségei egy időre feledtetni tudták a valaha gazdag város nyomasztó gazdasági gondjait.
XIV. Lajos francia király nevében Claude-Louis-Hector de Villars herceg, Franciaország marsallja, VI. Károly császár nevében Savoyai Jenő herceg, tábornagy írta alá a badeni békeszerződést, amely lezárta a spanyol örökösödési háborút. A Badenben összegyűlt birodalmi küldöttek 1714. szeptember 7-én megegyezésre jutottak, elfogadták az utrechti békeszerződéshez kapcsolt rastatti szerződés rendelkezéseit. Ezt a megegyezést a badeni szerződésbe foglalták.

## A szerződés tartalma
A badeni szerződés teljes egészében Franciaország és a Német-római Birodalom határvidékének ügyeivel foglalkozik. A két birodalom határvonalán a háború kitörése előtti állapotokat állították vissza egyetlen kivétellel: a Rajna jobb partján fekvő Landau városa Franciaországhoz került.
- A békeszerződés rendelkezései szerint a császár megkapta az egész Spanyol-Németalföld, valamint minden itáliai spanyol birtokot (a Nápolyi Királyságot (de a Szicíliai Királyság nélkül), a Milánói Hercegséget, a Mantovai Hercegséget és Szardíniát.
- Franciaország kiürítette a Rajna jobb (keleti) partján (Breisgau tartományban) szerzett hódításait, cserébe megtarthatta a pfalzi Landau birodalmi várost.
- A Bajor Választófejedelemség és a Kölni Érsekség választófejedelmeit visszahelyezték méltóságaikba és birtokaikba.
- A badeni békeszerződésben VI. Károly német-római császár megtartotta címzetes spanyol királyi címét és fenntartotta igényét a spanyol örökségre is. Ezek a jogcímek azonban csak formális címek voltak, Spanyolországban V. Fülöp király tényleges hatalmának jogszerűségét senki sem vitathatta.

## Következmények
A badeni békeszerződés a spanyol örökösödési háborút lezáró békemegállapodások utolsó lépését jelentette. Megkötésével a háború végleg lezárult, a szerződéseken minden érdekelt állam aláírása szerepelt.
A Habsburg Birodalom nyugati határai tehermentesültek, VI. Károly ismét birodalmának keleti végvidékei felé fordulhatott, ahol 1714-ben megkezdődött a Velencei Köztársaság és az Oszmán Birodalom háborúja Morea birtoklásáért. 1716-ban a Habsburg Birodalom is belépett ebbe a háborúba Velence oldalán, kitört a Habsburg–török háború (1716–1718), ezt kihasználva V. Fülöp spanyol király 1717-ben csapatokat küldött Szardínia és Szicília visszafoglalására, emiatt 1718-ban kirobbant a négyes szövetség háborúja, amely 1720-ban Spanyolország vereségével végződött.

## Külső hivatkozások
- Encyclopedia Britannica 1911 – Baden, Aargau
- Encyclopedia Britannica 1911 – az utrechti szerződés
- Svájc történelmi szótára / Badeni békeszerződés
- Friedensschlüsse von Rastatt und Baden im Aargau, 1714 März 6/September 7. Französische Ratifikation des Friedens von Rastatt, 1714 März 23. Archiválva 2016. március 3-i dátummal a Wayback Machine-ben (németül)